# Corycaeus dubius
Corycaeus dubius is een eenoogkreeftjessoort uit de familie van de Corycaeidae. De wetenschappelijke naam van de soort is voor het eerst geldig gepubliceerd in 1911 door Farran.